# Yuka Motohashi
Yuka Motohashi (本橋 由香 Tóquio, 23 de fevereiro de 1978 – 31 de maio de 2024) Ela foi uma atriz formada em Tóquio.

## Carreira

### Programas de TV
- 1993 - Request Daemon! (Fuji TV)
- 1994 - Yagami-Kun no Katei no Jijou  (TV Asahi)
- 1996 - Gekisou Sentai carranger - Natsumi Shinohara/Yellow Racer(TV Asahi)
- 2004 - Hamidashi Keiji Jounetsu Kei  (TV Asahi)
- 2007 - Aibou - Miyuki Iketani (TV Asahi)

### Teatro
- 2002 - Sociedade Doresutan
- 2003 - O Retorno
- 2002 - Quando o Céu se encontra
- 2005 - O círculo do Vôo do Dragão
- 2006 - O corpo que é feito do excesso
- 2006 - lovepunk 「girls hate pure」

### Filmes
- 1997 - Gekisou Sentai Carranger Vs Ohranger - Natsumi Shinohara/Yellow Racer
- 1998 - Denji Sentai Megaranger Vs Carranger - Natsumi Shinohara/Yellow Racer

## Morte
Motohashi morreu no dia 31 de maio de 2024, aos 46 anos.